# Rzeźba policykliczna
Rzeźba policykliczna – typ ukształtowania terenu, który powstawał etapami, w wyniku wielokrotnych procesów modelujących. Składa się z form ukształtowanych w różnych okresach, należących do odmiennych cykli rozwojowych i będących na różnych etapach przekształcenia. Z tego powodu nie da się jednoznacznie określić, w jakim stadium rozwoju znajduje się cała ta rzeźba.